# Nichinan
Nichinan (日南市?) è una città giapponese della prefettura di Miyazaki.